# Telejornal, o Filme
Telejornal, o Filme é um filme brasileiro de média-metragem realizado em 1967, marcando a estréia na direção de Oswaldo Caldeira. O filme foi exibido pela primeira vez entre os dias 6 e 9 de novembro no lendário Cinema Paissandu, no Rio de Janeiro, ponto de encontro da geração que ficou conhecida como geração Paissandu. É um filme de ficção científica, em que vemos um programa de televisão no futuro – um telejornal – um programa jornalístico televisivo - que se auto coloca o desafio de reconstituir através de misteriosos fragmentos de imagens e sons que lhe chegaram às mãos, uma cidade desaparecida no passado, provavelmente chamada "Rio de Janeiro". Atendo-se em sua maior parte a imagens em sua maioria jornalísticas, imagens simples do quotidiano,  rompendo as tênues barreiras entre documentário e ficção, os produtores do programa tentam recompô-las, organizá-las em coesão e sentido. Mas tudo se apresenta caótico, confuso: os tempos se misturam, perde-se uma linearidade narrativa, passado e presente se confundem, o próprio ator principal do filme, o protagonista – encenado pelo filósofo Juvenal Hahne – também é o locutor da televisão que narra a história, deslocando-se desenvolta e livremente entre o passado e o presente (futuro?). Sabe-se apenas que houve alguma catástrofe que arrasou a cidade. Um fenômeno natural? Enchentes, terremotos, revoluções, epidemias, mortes? As fotos e os filmes mostram gente sendo espancada nas ruas, prédios ruindo, inundações. Mas estas cenas são misturadas a fragmentos de cenas de amor, enterros, homens e mulheres se amando, canções, chuvas, velas sendo acesas em igrejas, automóveis em disparada e, naturalmente, autoridades se explicando através de verdades definitivas. Num dado momento, um homem com uma arma na mão impresso num cartaz de cinema aponta, atira e mata o protagonista do filme – ou seja, o personagem principal é assassinado por um homem com um revólver, impresso num cartaz de cinema. Este trágico acontecimento não demove o locutor de continuar conduzindo sua tarefa de tentativa de reconstituição, até o fim do programa, que termina em aberto, sem apaziguar nossas dúvidas.

## Prêmios
Telejornal, o filme recebeu os seguintes prêmios no Festival JB - Festival do Jornal do Brasil de 1967:
- Melhor direção - Oswaldo Caldeira
- Melhor argumento - Oswaldo Caldeira e Adriano Jorge
- Melhor montagem - Oswaldo Caldeira e Edison Santos

1. ↑  «G1 – Máquina de Escrever – Luciano Trigo » O cinema de Oswaldo Caldeira em retrospectiva » Arquivo». g1.globo.com
2. ↑  «FILMOGRAFIA - TELEJORNAL». bases.cinemateca.gov.br